# Bárbara Cousiño

Bárbara Rocío Cousiño Contreras (Santiago de Chile, 23 de mayo de 1996) es una jugadora de básquetbol chilena, que juega en la posición de escolta. Actualmente juega en el Club deportivo de Universidad de Concepción  y pertenece a la Selección Chilena de Básquetbol.

## Trayectoria deportiva
Bárbara comenzó a jugar baloncesto desde los cinco años en el Club Social y Deportivo Colo-Colo. A partir del 2008 comenzó a jugar por el Club Boston College donde estuvo hasta el año 2014, fecha en que la jugadora se fue al equipo de Utah State University Eastern en Utah (EE.UU). Posteriormente, en el 2016, se trasladó a Barry University en la ciudad de Miami (EE.UU) donde jugó por dos años. En el 2019 retornó al Club Boston College en Chile y en el 2020 comenzó a jugar por el Club Gimnástico de Viña Del Mar. Ahora actualmente se encuentra jugando en el Club deportivo de la Universidad de Concepción. Su participación en la Selección Chilena de Básquetbol comenzó cuando la jugadora tenía 13 años y se ha mantenido hasta la fecha.

## Logros deportivos

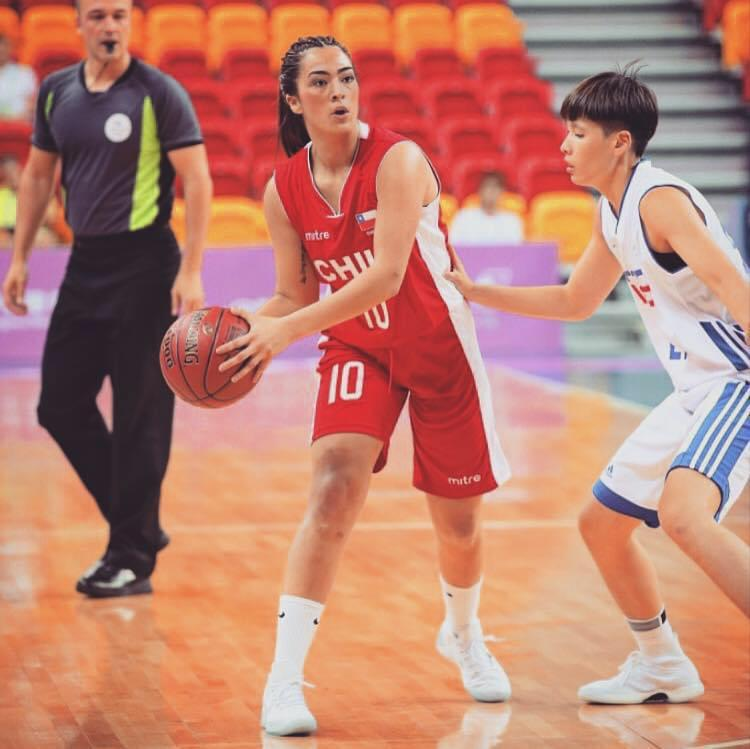
Universiadas Taipéi, 2017

| Año  | Campeonato                             | Sede      | Resultado |
| ---- | -------------------------------------- | --------- | --------- |
| 2011 | Sudamericano Sub-17                    | Ecuador   | 2° Lugar  |
| 2011 | Liga Nacional Movistar Femenina Sub-17 | Chile     | 1° Lugar  |
| 2011 | Nacional Federado Sub-15               | Chile     | 1° Lugar  |
| 2011 | Nacional Federado Sub-17               | Chile     | 1° Lugar  |
| 2012 | Liga Nacional Movistar Femenino Sub-17 | Chile     | 1° Lugar  |
| 2013 | Sudamericano Adulto                    | Argentina | 3° Lugar  |
| 2013 | Liga Nacional Movistar Femenino        | Chile     | 1° Lugar  |
| 2013 | Nacional Federado Sub-17               | Chile     | 1° Lugar  |
| 2013 | Juegos Bolivarianos                    | Perú      | 3° Lugar  |
| 2013 | Sudamericano Sub-17                    | Ecuador   | 3° Lugar  |
| 2014 | Juegos Odesur                          | Chile     | 2° Lugar  |
| 2018 | Liga Nacional Femenina                 | Chile     | 3° Lugar  |
| 2018 | Panamericano Universitario             | Brasil    | 3° Lugar  |
| 2019 | Panamericano Universitario 3x3         | Brasil    | 3° Lugar  |
| 2019 | Liga Nacional Femenina                 | Chile     | 2° Lugar  |
| 2019 | Tour Activo 3x3                        | Chile     | 1° Lugar  |

## Logros Deportivos Individuales

### Logros en Competencias Internacionales
- Triplista Sudamericano Sub-17 (Ecuador, 2011)[6]
- Goleadora Juegos Bolivarianos (Perú, 2013)
- MVP Juegos Bolivarianos (Perú, 2013)
- Triplista Juegos Bolivarianos (Perú, 2013)
- Triplista Sudamericano Adulto (Ecuador, 2014)
- Goleadora del Equipo Utah State University Eastern (2014)
- Récord en Triples en la Universidad Utah State University Eastern (2014)
- MVP Cesar Odio Thanksgiving Classic All-Tournament Team Sunshine State Conference Player of the Week (2017-2018)

### Logros en Competencias Nacionales
- Goleadora Nacional Federado Sub-15 (Los Muermos, 2013)
- Triplista Nacional Federado Sub-15 (Los Muermos, 2013)
- MVP Nacional Federado Sub-15 (Los Muermos, 2013)
- Goleadora Nacional Federado Sub-17 Los Muermos, 2011)
- Goleadora Nacional Federado Sub-17 (San Fernando, 2013)
- MVP Torneo Asociación de Viña del Mar Club Gimnástico (Viña del Mar, 2019)
- Equipo Ideal Torneo Asociación de Valparaíso Club Gimnástico (Viña del Mar, 2019)
- 1.º del ranking 3X3 de Chile Femenino (2019)[7]

## Participaciones deportivas

### Participaciones selección chilena[8]
| Año  | Campeonato          | Sede           |
| ---- | ------------------- | -------------- |
| 2009 | Sudamericano Sub-15 | Ecuador        |
| 2010 | Sudamericano Sub-15 | Uruguay        |
| 2011 | Sudamericano Sub-15 | Ecuador        |
| 2011 | Sudamericano Sub-17 | Colombia       |
| 2011 | Mundial Sub-19      | Chile          |
| 2011 | Preolímpico Adulto  | Colombia       |
| 2013 | Sudamericano Adulto | Argentina      |
| 2013 | Premundial Adulto   | México         |
| 2013 | Juegos Bolivarianos | Perú           |
| 2014 | Juegos Odesur       | Chile          |
| 2014 | Sudamericano Adulto | Ecuador        |
| 2014 | Premundial Sub-18   | Estados Unidos |
| 2015 | Preolímpico Adulto  | Canadá         |
| 2016 | Sudamericano Adulto | Venezuela      |
| 2018 | Sudamericano Adulto | Colombia       |

### Participaciones selección chilena universitaria[10]
| Año  | Campeonato                     | Sede   |
| ---- | ------------------------------ | ------ |
| 2017 | Universiada de Verano          | Taipéi |
| 2018 | Panamericano Universitario     | Brasil |
| 2019 | Panamericano Universitario 3x3 | Brasil |
| 2019 | Mundial Universitario 3x3      | China  |